# Come On Home
"Come On Home" (Vamos a casa en español) es el tercer y último sencillo del álbum de 1994 de grandes éxitos de Cyndi Lauper Twelve Deadly Cyns... and Then Some.

## Información de la canción
A principios de "Junior's Soundfactory Mix" la frase es difícil de entender por los tambores. Lauper lo dijo en persona. La historia es bastante larga. Mientras Cyndi y Junior estaban trabajando en él. Junior invitó a un amigo suyo en el estudio y el tema se mezcló y ahí fue donde el tema se creó totalmente. El "Junior's Soundfactory Mix" se retiró de la versión verdadera.
El sencillo se disparó hasta el dance charts en 1995, cuando fue lanzado en EE. UU. La canción fue también un éxito moderado en algunos países, en los que estuvieron en el top veinte o cuarenta superior.

## Posicionamiento
| Chart (1997)     | Peak position |
| ---------------- | ------------- |
| US Dance         | 11            |
| UK Singles Chart | 39            |

## Lista de canciones (Sencillo)
UK CD Single
Come On Home (Single Edit) - 3:47
Come On Home (Junior's Soundfactory Single Version) - 4:14
Come On Home (Techno Vocals Single Version) - 4:20
Hey Now (Girls Just Want To Have Fun) (Mikey Bennet's Carnival Version feat. Patra) - 6:04
- Datos: Q1154233